# 弾性曲線方程式

はり部材に集中荷重（緑色）が作用した時の弾性（たわみ）曲線（橙色）

構造力学および材料力学において弾性曲線方程式（だんせいきょくせんほうていしき、英語: elastic curve equation）は、はり部材が外力を受けた後の、全変位・変形後の形状を示す曲線（弾性曲線）を表す次の方程式のことである。
{\displaystyle {\frac {d^{2}v}{dx^{2}}}=-{\frac {M}{EI}}.}
ここで、{\displaystyle v}はたわみ、{\displaystyle x}は断面の位置、{\displaystyle M}は曲げモーメント、{\displaystyle EI}は曲げ剛性（材料定数）である。
通常、はりを固定する支点は変位しないと考えるため、弾性曲線はたわみ曲線（たわみきょくせん、英語: deflection curve equation）と一致する（以降は「弾性曲線」と呼ぶが、「たわみ曲線」と言い換えても差し支えない）。
言い換えれば、弾性曲線とは、はり部材に荷重が作用した時のはりの部材中心軸が示す曲線とも言える。

## たわみ角とたわみ

図1：単純梁のの中央に荷重がかかった時の、たわみとたわみ角

この時、変形前のはりの中心軸から、変形後の、はりの中心軸の変位をたわみ（英語: deflection）と呼び、たわみがなす線を弾性曲線あるいはたわみ曲線といい、弾性曲線の接線と変形前のはりの中心軸とのなす角をたわみ角（英語: deflection angle, slope）という。

## 弾性曲線方程式の仮定と誘導
弾性曲線方程式の誘導には、まず、はりの変形に対して
- 変形後も、部材軸に直角な断面は直角なままである（ベルヌーイ・オイラーの仮定もしくは平面直角保持の仮定、あるいはベルヌーイ・ナビエの仮説）。
- 変形後も、断面の形状は変化しない（断面形状不変の仮定）。
- 変形は微小である（微小変位理論）。

というような状態を仮定する（その妥当性に関しては後述）。

### ベルヌーイ・オイラーの仮定

ベルヌーイ・オイラーの仮定を満たすはり（ベルヌーイ・オイラーばり）は、変形後も断面が軸に垂直となっている。

長さ{\displaystyle l}、1辺の長さが{\displaystyle b}の正方断面はり部材に分布荷重{\displaystyle p}が作用しているとき、垂直断面にかかる垂直応力{\displaystyle \sigma _{xx}}およびせん断応力{\displaystyle \sigma _{xz}}のオーダー（大きさ）は、
{\displaystyle \sigma _{xx}=O\left({\frac {pl^{2}}{b^{3}}}\right),}
{\displaystyle \sigma _{xz}=O\left({\frac {pl}{b^{2}}}\right)}
となる。
はり部材は、高さに比べて長さが十分に長いと考えられるので、また、せん断弾性係数と弾性係数は同程度のオーダー（大きさ）であるので、結局、軸方向の圧縮引張変形に対して、せん断変形が非常に小さくなる。
よって、はり部材においては、「せん断変形はゼロ」と考えてよく、せん断変形がゼロであるなら「垂直断面は、変形後も部材軸に対して垂直」と考えても問題がない。これが、ベルヌーイ・オイラーの仮定（ベルヌーイオイラーのかてい、英語: Bernoulli-Euler theory）あるいは平面・直角保持の仮定（へいめんちょっかくほじのかてい）である。

### 断面形状不変の仮定
「ベルヌーイ・オイラーの仮定」節と同様の条件で、部材軸と同じ方向の応力{\displaystyle \sigma _{zz}}を考えると、そのオーダー（大きさ）は、
{\displaystyle \sigma _{zz}=O\left({\frac {p}{b}}\right)}
となる。
ゆえに、同様の議論から、部材軸に垂直方向の変形は、軸方向の圧縮引張変形に比べて非常に小さくなる。
これより、「変形後も断面形状は変化しない」と考えられ、これを断面形状不変の仮定（だんめんけいじょうふへんのかてい）と言う。

### 微小変位

はり部材の一部を切り出した様子。はたわみ角、は微小長さを取り出した時のたわみ角の変化量、は曲率半径、は変位である

一般的に、ある曲線{\displaystyle y=f(x)}という曲線に対して、その曲率半径{\displaystyle \rho }には
{\displaystyle {\frac {1}{\rho }}=\pm {\frac {y''}{\left(1+(y')^{2}\right)^{3/2}}}}
という関係がある。
ここで{\displaystyle y}をはりのたわみとすれば、{\displaystyle dy/dx=\tan \theta }（{\displaystyle \theta }はたわみ角）となるが、微小変位の仮定（びしょうへんいのかてい）により、たわみ角は十分に小さく、{\displaystyle \tan \theta \ll 1}となるため、微小変位の仮定を用いると、曲率半径とたわみには
{\displaystyle {\frac {1}{\rho }}=\pm {\frac {d^{2}y}{dx^{2}}}}
という関係が得られる。

## 弾性曲線方程式の解法
弾性曲線方程式そのものは微分方程式であるが、これを解く方法には以下のようなものがある。
1. 境界条件を用いて、微分方程式を直接解く方法
2. モールの定理を用いた、弾性荷重法を用いる方法
3. エネルギー保存則（仮想仕事の原理）を用いる方法

### 微分方程式の直接解法
弾性曲線方程式を積分系に直せば、
{\displaystyle v=-\iint Mdx^{2}+C_{1}x+C_{2}}
となるので、残りの積分定数{\displaystyle C_{1}}と{\displaystyle C_{2}}を、支点などの境界条件から決定すれば、弾性曲線を求めることができる。

### 弾性荷重法
弾性荷重法では、微分方程式を直接解くことなく、力の釣り合いなどから曲げモーメントを求める操作のみで、以下のようにたわみを求める
1. 曲げモーメント{\displaystyle M}を求める。
2. 与えられたはりに対応する共役ばりを生成し、そこに弾性荷重{\displaystyle z=M/EI}を載荷する。
3. 共役ばりのせん断力相当量が、与えられたはりのたわみ角となる。
4. 共役ばりの曲げモーメント相当が、与えられたはりのたわみとなる。

## 各諸量とたわみの関係
たわみ{\displaystyle v}と曲げモーメント{\displaystyle M}は、冒頭で述べたとおり、
{\displaystyle {\frac {dv^{2}}{dx^{2}}}=-{\frac {M}{EI}}}
の関係で記述される。
一方、「たわみ角とたわみ」節で述べたとおり、たわみの1階微分がたわみ角に等しいので、弾性曲線方程式は、
{\displaystyle {\frac {d\theta }{dx}}=-{\frac {M}{EI}}}
とも書ける。
さらに、曲げモーメント{\displaystyle M}とせん断力{\displaystyle Q}、分布鉛直荷重強度{\displaystyle p}には
{\displaystyle Q={\frac {dM}{dx}},}
{\displaystyle p=-{\frac {dQ}{dx}}}
という関係があるので、これを代入すると、次のような方程式を得る。
{\displaystyle {\frac {d^{3}v}{dx^{3}}}={\frac {Q}{EI}},}
{\displaystyle {\frac {d^{4}v}{dx^{4}}}={\frac {p}{EI}}.}
つまり、弾性曲線方程式は、「たわみの4階微分が、分布鉛直荷重強度を曲げ剛性で割ったものに等しい」と言い換えられる。
これらの関係は、まとめると次のようになる。
| | たわみ                                      | たわみ角                                          | 曲げモーメント                              | せん断力                                                | 分布荷重強度                                                       |
| --- | ------------------------------------------- | ------------------------------------------------- | ------------------------------------------- | ------------------------------------------------------- | ------------------------------------------------------------------ |
| たわみ({\displaystyle v=}) | {\displaystyle v}                           | {\displaystyle \int \theta dx+C_{1}}              | {\displaystyle -\iint Mdx^{2}+C_{1}x+C_{2}} | {\displaystyle -\iiint Qdx^{3}+C_{1}x^{2}+C_{2}x+C_{3}} | {\displaystyle \iiiint pdx^{4}+C_{1}x^{3}+C_{2}x^{2}+C_{3}x+C_{4}} |
| たわみ角({\displaystyle \theta =}) | {\displaystyle {\frac {dv}{dx}}}            | {\displaystyle \theta }                           | {\displaystyle -\int Mdx+C_{1}}             | {\displaystyle -\iint Qdx^{2}+C_{1}x+C_{2}}             | {\displaystyle \iiint pdx^{3}+C_{1}x^{2}+C_{2}x+C_{3}}             |
| 曲げモーメント({\displaystyle M=}) | {\displaystyle -EI{\frac {d^{2}v}{dx^{2}}}} | {\displaystyle -EI{\frac {d\theta }{dx}}}         | {\displaystyle M}                           | {\displaystyle \int Qdx+C_{1}}                          | {\displaystyle -\iint pdx^{2}+C_{1}x+C_{2}}                        |
| せん断力({\displaystyle Q=}) | {\displaystyle -EI{\frac {d^{3}v}{dx^{3}}}} | {\displaystyle -EI{\frac {d^{2}\theta }{dx^{2}}}} | {\displaystyle {\frac {dM}{dx}}}            | {\displaystyle Q}                                       | {\displaystyle -\int pdx+C_{1}}                                    |
| 分布荷重強度({\displaystyle p=}) | {\displaystyle EI{\frac {d^{4}v}{dx^{4}}}}  | {\displaystyle EI{\frac {d^{3}\theta }{dx^{3}}}}  | {\displaystyle -{\frac {d^{2}M}{dx^{2}}}}   | {\displaystyle -{\frac {dQ}{dx}}}                       | {\displaystyle p}                                                  |
| {\displaystyle C_{1}}、{\displaystyle C_{2}}、{\displaystyle C_{3}}、{\displaystyle C_{4}}はそれぞれ積分定数で、はり部材の各境界条件から決定される値である。 |                                             |                                                   |                                             |                                                         |                                                                    |